# Ratpenat de ferradura de Lander
El ratpenat de ferradura de Lander (Rhinolophus landeri) és una espècie de ratpenat de la família dels rinolòfids. Viu a Angola, Benín, Burkina Faso, Burundi, el Camerun, República Centreafricana, República del Congo, República Democràtica del Congo, Costa d'Ivori, Guinea Equatorial, Etiòpia, el Gabon, Gàmbia, Ghana, Guinea, Kenya, Libèria, Malawi, Moçambic, el Níger, Nigèria, Ruanda, Senegal, Sierra Leone, Somàlia, Sud-àfrica, el Sudan, Tanzània, Togo, Uganda, Zàmbia i Zimbàbue. El seu hàbitat natural és tant a la sabana com els hàbitats forestals de galeria. No hi ha cap amenaça significativa per a la supervivència d'aquesta espècie.